# La Marseillaise 1981
De 2e editie van de La Marseillaise werd gehouden op 2 februari 1981 in Frankrijk. De wielerwedstrijd ging over 125 kilometer en werd gewonnen door de Belg Jan Bogaert gevolgd door Pascal Poisson en Patrick Hosotte.

## Uitslag
| La Marseillaise 1981 |                        |                      |      |
| Plaats               | Naam                   | Ploeg                | Tijd |
| Winnaar              | Jan Bogaert            | Vermeer Thijs        |      |
| 2                    | Pascal Poisson         | Renault-Elf-Gitane   |      |
| 3                    | Patrick Hosotte        | Sem-France Loire     |      |
| 4                    | Stefan Mutter          | Cilo-Aufina          |      |
| 5                    | Jan Raas               | TI-Raleigh           |      |
| 6                    | Pierre-Henri Menthéour | Miko-Mercier-Vivagel |      |
| 7                    | Jean-Paul Hosotte      | Sem-France Loire     |      |
| 8                    | Ad Wijnands            | TI-Raleigh           |      |
| 9                    | Aad van den Hoek       | TI-Raleigh           |      |
| 10                   | Ludo Peeters           | TI-Raleigh           |      |

1980 · 1981 · 1982 · 1983 · 1984 · 1985 · 1986 · 1987 · 1988 · 1989 · 1990 · 1991 · 1992 · 1993 · 1994 · 1995 · 1996 · 1997 · 1998 · 1999 · 2000 · 2001 · 2002 · 2003 · 2004 · 2005 · 2006 · 2007 · 2008 · 2009 · 2010 · 2011 · 2012 · 2013 · 2014 · 2015 · 2016 · 2017 · 2018 · 2019 · 2020 · 2021 · 2022 · 2023 · 2024 · 2025